# Skye McCole Bartusiak
Skye McCole Bartusiak (* 28. September 1992 in Houston, Texas; † 19. Juli 2014 ebenda) war eine US-amerikanische Schauspielerin.

## Leben
McCole Bartusiak stand schon im Alter von zwei Jahren als Model vor der Kamera. Mit sieben Jahren begann sie ihre Schauspielkarriere in der nach einem Drehbuch von Stephen King entstandenen Fernsehserie Der Sturm des Jahrhunderts.
Ihre erste Rolle in einer größeren Produktion übernahm Skye McCole Bartusiak im Jahr 2000 in Der Patriot als Tochter von Mel Gibsons Figur. Im selben Jahr spielte sie im Fernsehfilm Ein dunkler Geist neben F. Murray Abraham und erhielt in der Folgezeit weitere Rollen – so mimte sie im Jahr darauf die junge Marilyn Monroe in der Miniserie Blonde und übernahm eine Rolle in dem Thriller Sag’ kein Wort mit Michael Douglas und Brittany Murphy. Für ihre Rolle im Film Unterwegs mit Jungs von Penny Marshall wurde die Texanerin für den Young Artist Award nominiert.
Neben ihrer Arbeit am Film war McCole Bartusiak auch in Gastrollen in Fernsehserien wie 24, CSI: Vegas und Dr. House zu sehen.
Am 19. Juli 2014 wurde die 21-Jährige von Familienangehörigen leblos in ihrem Bett aufgefunden. Wiederbelebungsversuche blieben ohne Erfolg. Die Todesursache war akutes Organversagen in Folge einer Überdosis des Opiats Hydrocodon sowie des Muskelrelaxans Carisoprodol. Bartusiak zählt somit zu den Opfern der Opioidepidemie in den USA.

## Filmografie (Auswahl)
- 1999: Der Sturm des Jahrhunderts (Storm of the Century, Miniserie)
- 1999: Zeugenschutzprogramm (Witness Protection, Fernsehfilm)
- 1999: Für alle Fälle Amy (Judging Amy, Fernsehserie, Folge 1x11)
- 1999: Gottes Werk & Teufels Beitrag (The Cider House Rules)
- 1999: JAG – Im Auftrag der Ehre (JAG, Fernsehserie, Folge 4x18)
- 2000: Ein dunkler Geist (The Darkling, Fernsehfilm)
- 2000: Providence (Fernsehserie, Folge 2x20)
- 2000: Der Patriot (The Patriot)
- 2000: Law & Order: Special Victims Unit (Fernsehserie, Folge 2x04)
- 2001: Unterwegs mit Jungs (Riding in Cars with Boys)
- 2001: Ein Hauch von Himmel (Touched by an Angel, Fernsehserie, Folge 8x03)
- 2001: Sag’ kein Wort (Don’t Say a Word)
- 2002–2003: 24 (Fernsehserie, 8 Folgen)
- 2003: Liebe wird wachsen (Love Comes Softly)
- 2004: Die Promoterin (Against the Ropes)
- 2005: Boogeyman – Der schwarze Mann (Boogeyman)
- 2005: Dr. House (House, Fernsehserie, Folge 1x19)
- 2005: Lost (Fernsehserie, Folge 1x22)
- 2005: CSI: Vegas (CSI: Crime Scene Investigation, Fernsehserie, Folge 6x03)
- 2006: Kill Your Darlings
- 2007: Close to Home (Fernsehserie, Folge 2x21)
- 2008: Pineapple
- 2009: Wild About Harry (vormals American Primitive)
- 2011: Sick Boy
- 2013: Bushido (Kurzfilm)